# Евченко, Касьян Дмитриевич
Евченко Касьян Дмитриевич (20 марта 1925 года — 24 октября 2009 года)— украинский музыкант, мастер народных инструментов, руководитель ансамблей «Гук», «Гучок» и «Гученя», солист Национального заслуженного народного хора Украины им. Григория Веревки.

## Биография
Родился Касьян Дмитриевич 20 марта 1925 года в селе Жовтневом (ныне Квитневое) Попельнянского района в певческой крестьянской семье. Учился в сельской семилетней школе.
Пережил голод 1932—1933. Участник боевых действий Немецко-советской войны. За мужество и храбрость, проявленные на фронте, Касьян Дмитриевич награждён орденом Великой Отечественной войны и медалью «За боевые заслуги».
С 1946 года работал в Киевском Главпочтомате (Киевский главпочтамт).
В 1948 году поступил в Киевскую консерваторию, где учился по классу бандуры.
С 1950 по 1984 год работал в Государственном академическом народном хоре им. Григория Веревки. Его талант отмечен орденом «Знак почета». Гастролировал с концертами хора в 37 странах мира. В программе народного хора им. Г. Веревки был инструментальный номер «Свадебный марш» (украинские народные мелодии в обработке В. В. Попадюка). Его исполнял инструментальный ансамбль в составе шести музыкантов, включая Касьяна Евченко, игравший на козе, сурме, роге.
В 1983 году на базе дома культуры с. Жовтневом (ныне Квитневое) создает ансамбль «Троистых музыкантов».
В 1986 году ансамбль «Троистых музыкантов» перерастает в ансамбль народных музыкантов «Гук», название которого определилось благодаря инструменту, который придумал Касьян Дмитриевич. Об ансамбле «Гук» и его руководителе Укртелефильм снял два фильма, которые неоднократно демонстрировались по украинскому телевидению: «Ой, да шли хлопцы с ярмарки» и «Полька с гоцем». Максим Рыльский о творчестве ансамбля писал: «Когда песни моего края плывут в родных голосах, мне кажется, что собираю целебные травы в лугах». Ансамбль народных музыкантов «Гук» участник международных фестивалей «Гришене» в Вильнюсе, «Золотое руно» в России, «Покуть» в Харькове, «Славянский базар» в Беларуси, «Берегиня» в Луцке, «Зортица» в Запорожье, «Художественная жатва» в Киеве, Семейный праздник «Род наш красный», Всеукраинского съезда украинистов, неоднократный участник в телетурнирах «Солнечные кларнеты», областного праздника «Рушники родного края», «Обжинки-2008».
В 1987 году Постановлением Министерства культуры Украины присвоено звание «Народный любительский коллектив». Постановление коллегии Министерства культуры УССР от 14.12.1987 года № 12/15-Г.
В 2006 г. Касьян Дмитриевич получил звание Мастера народного творчества. Большие художественные достижения мастера и первый большой успех пришёл в коллектив во время празднования 1100-летия Житомира. «Гук» более чем за два десятилетия изменил не один свой состав. Первые участники ансамбля народных музыкантов «Гук»:
- Владимир Родин
- Сергей Журавский
- Евгения Ширант
- Иван Иванюк
- Николай Богдан и другие.

В 2003 году на базе «Гука» создал детский коллектив «Гучок», поэтому «Гук» был перемещен в Попельнянскую детскую музыкальную школу.
В 2004 коллективы «Гук» и «Гучок» дополнил ансамбль «Гученок». Инструменты для них были изготовлены точно такие же как у «Гука», только маленькие, рассчитанные для детей. Все участники этих коллективов, кроме баянистов, играют исключительно на инструментах, изготовленных руками Мастера.
В 2019 году внук мастера Антон Сова основал и возглавил Ежегодный международный музыкальный фестиваль народной музыки имени Касьяна Евченко.

## Творчество
Касьян Дмитриевич является восстановителем и сохранителем более 50 народных украинских инструментов, которые были забыты. Среди них: Козобас, Гук, Сурма, Рог, Цопало, Козу (Дуду), Свистало, Бухало и другие. Всего мастер сделал более 70 различных инструментов своими руками. Он виртуозно играл на таких инструментах, как свирели, бандуре, скрипке, козе, волынке. Касьян Дмитриевич работал в заведениях культуры Попельнянского районаа более 25 лет. Он основал ансамбль народных музыкантов под названием "Гук". Его жилье в Жовтневом (ныне Квитневое) Попельнянского района было построено в народном стиле и служило как мастерская и постоянная выставка.
После выхода на пенсию Касьян Дмитриевич начал заниматься раскрытием художественной самодеятельности в своем родном Жовтневом, что отметило село и район. Он начал совершенствовать старинные деревянные инструменты, вдохновленный желанием Анатолия Авдиевского, художественного руководителя народного хора им. Григория Веревки, обогатить оркестр народными духовыми инструментами.
Касьян Дмитриевич обратил свое внимание на казацкую сурму и трубу, которые были популярны в Запорожье. Он решил сделать эти инструменты, сохраняя их внешнюю форму, но расширив их диапазон и улучшив их характеристики. Первоначально была создана труба, которая стала громким и ярким духовым инструментом, используемым в оркестре. Касьян Дмитриевич изготовил более 30 инструментов, многие из которых приобрели Музей быта в Киеве. Его инструменты также находятся в Японии, Польше, а сейчас он создает инструменты для своего ансамбля.
Касьян Дмитриевич самостоятельно выращивал коз, обрабатывал шкуры и использовал различные бытовые предметы для создания новых инструментов. Он демонстрировал свою сурму, деревянную трубу и «козу» на кафедре народных инструментов Киевской консерватории, где ему оказали поддержку. Эти инструменты были включены в оркестр народных инструментов консерватории. Кроме того, он создал рог-баритон и усовершенствовал оригинальный смычково-ударный народный инструмент — козобас.

## Семья
- Отец: Дмитрий Евченко
- Мать: Анна Евченко
- Дядя: Ловгин Евченко
- Жена: Лариса Владимировна
- Двоюродный брат: Арсен Евченко
- Двуюродные сестры: Анна Евченко, Параска Евченко, Любовь Евченко

## Чествование памяти
- В селе Жовтневом (ныне Квитневое) Попельнянского района названа улица Евченко Касяна, на которой проживал музыкант.
- В Попельнянском района именем музыканта названа музыкальная школа — «Художественная школа имени Касяна Евченко».
- С 2019 года основан Ежегодный международный музыкальный фестиваль народной музыки имени Касяна Евченко[6].

## Фильмография
- 1991 — Документальный фильм «Полька с гоцем». Укртелефильм[8].
- 1991 — Документальный фильм «Ой, да шли хлопцы с ярмарки». Укртелефильм[10].

## Последние страницы
20 октября 2009 года, при возвращении домой после выступления на творческом отчете Житомирщины в Национальном дворце культуры «Украина», Касьян Евченко неожиданно сломил козобас. Через три дня, 24 октября 2009 года, на 84-м году жизни, Касьян Евченко покинул нас.
22 ноября 2010 года в Попельнянской музыкальной школе был открыт класс памяти Касьяна Евченко, а также установлена мемориальная доска.
В комнате музыкальной школы хранятся музыкальные инструменты, созданные самим мастером. В частности, здесь можно увидеть его уникальную бандуру, на которой он играл всю жизнь, включая консерваторию и хор имени Г. Веревки. Эти инструменты были переданы в музей Ларисой Владимировной, женой мастера. Кроме того, музей содержит фотографии, грамоты, награды и газетные материалы, отражающие творческий путь и жизнь мастера.
После смерти Касьяна Евченко руководство ансамблей было возложено на Леонида Кравчука, преподавателя Попельнянской детской музыкальной школы, играющего на свирели. В последующие годы обязанности руководителя ансамблей исполнялись Николаем Федоришиным, Екатериной Волынчук, Владимиром Ущаповским и Михаилом Микитенко.
Все инструменты, созданные Касьяном Евченко, всё ещё используются, а ансамбли продолжают свою деятельность, развивая народно-инструментальное искусство Украины. Касьян Евченко проявил себя не только как виртуозный музыкант, обладавший многими инструментами и оживлявший забытые старинные украинские народные инструменты, но и как композитор, создавая музыку для своего ансамбля «Гук», «Гучок» и «Гученок».
В каждой сфере своей деятельности Касьян Евченко внёс значительный вклад украинской культуре и музыкальному искусству. Благодаря его таланту, труду и несокрушимому желанию поддерживать украинский инструментарий в жизни, Касьян Евченко оставил незабываемый след в истории музыкальной культуры Украины.